# Cryptocarya loheri
Cryptocarya loheri är en lagerväxtart som beskrevs av Elmer Drew Merrill. Cryptocarya loheri ingår i släktet Cryptocarya och familjen lagerväxter. Inga underarter finns listade i Catalogue of Life.